# أرادو دبليو 2
أرادو دبليو 2 (بالإنجليزية: Arado W 2) هي طائرة مائية، للتدريب، بمقعدين. أنتجت في ألمانيا. من صناعة أرادو للطائرات. كان أول طيران لها في 1928.